# Forsvarets forskningsinstitutt

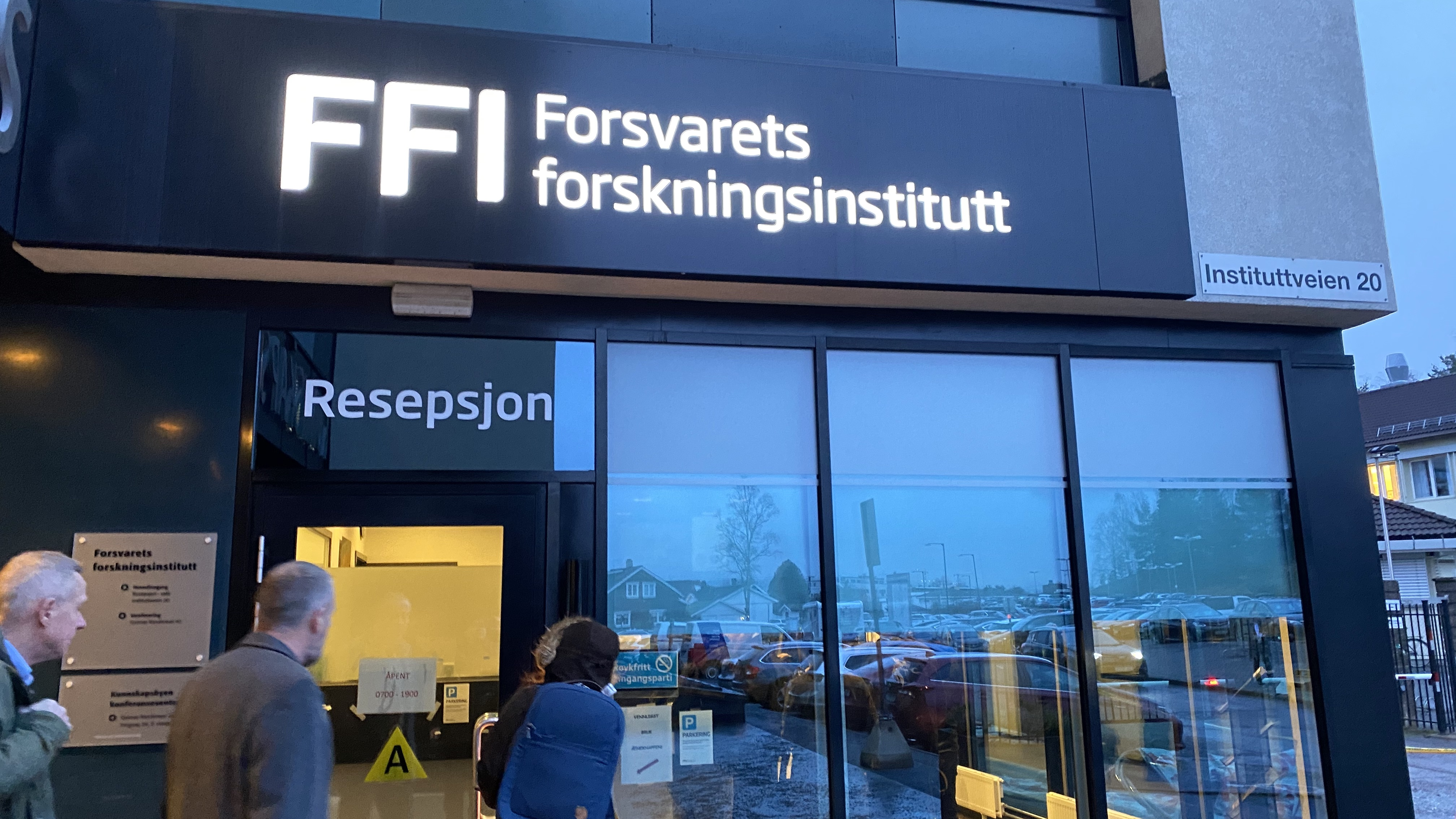
Eingang zum FFI in Kjeller bei Oslo.

Forsvarets forskningsinstitutt (FFI), deutsch Norwegisches Verteidigungsforschungsinstitut, ist die nationale Forschungseinrichtung Norwegens. Sitz ist Kjeller, knapp 20 km östlich der Hauptstadt Oslo.

## Aufgaben
Das FFI ist bezüglich Forschung für die Verteidigung die wichtigste Einrichtung des Landes. Es dient dem norwegischen Verteidigungsministerium Forsvarsdepartementet sowie den Streitkräften Forsvaret als Hauptberater in Sachen Wissenschaft und Technik. Zweck ist die Sicherstellung und die kontinuierliche Stärkung der Landes- und Bündnisverteidigung sowie der Fähigkeit für internationale Hilfs- und  Sicherungsaufgaben. Dazu arbeitet es mit nationalen und internationalen wissenschaftlichen Instituten und der Industrie zusammen.

## Geschichte
Gegründet wurde das FFI kurz nach dem Zweiten Weltkrieg und dem Ende der deutschen Besatzung Norwegens. Beteiligt am Aufbau des FFI waren norwegische Wissenschaftler und Ingenieure, die während des Krieges im Exil im Vereinigten Königreich gewirkt hatten und nun in ihr Heimatland zurückgekehrt waren. Einer von ihnen war Fredrik Møller, der erster Direktor des FFI wurde und dies bis 1957 blieb.